# Robin Berntsen
Robin Berntsen (Nordbotn, 16 luglio 1970) è un ex calciatore norvegese, di ruolo centrocampista.

## Carriera

### Club
Berntsen giocò 146 incontri di campionato per il Tromsø. Nel 1992 giocò nel Vålerenga e l'anno successivo passò al Tromsdalen. Nel 1996 tornò al Tromsø. Giocò anche due incontri di Coppa delle Coppe per questa squadra: fu impiegato, infatti, nella sfida di andata e ritorno contro il Chelsea, con una vittoria in Norvegia per 3-2 e una sconfitta in Inghilterra per 7-1.
A novembre 1998 passò in prestito al Port Vale e giocò un solo incontro nella First Division, nella sconfitta per 2-0 contro il Sunderland. A fine mese, lasciò il club inglese e tornò al Tromsø. Ad ottobre 2001 giocò l'ultima partita in squadra, poiché si ritirò la stagione successiva per via di un infortunio.

## Palmarès

### Club

#### Competizioni nazionali
- Coppa di Norvegia: 1

Tromsø: 1996